# Евгений Родионов
Евгений Александрович Родионов е редник от Въоръжените сили на Русия.
През Първата чеченска война заедно с други войници попада в плен, подложен е на жестоки мъчения, но отказва да смени православната си вяра за ислям в замяна на свободата си, за което е зверски екзекутиран. Посмъртно е награден с Орден за мъжество и с Орден „Слава на Русия“. За много руснаци става символ на мъжество, чест и вярност. Почитан е в Русия като светец. В Сърбия го наричат Евгений Руски и е канонизиран за светец.

## Живот
Евгений Родионов е син на дърводелец, който почива четири дни след погребението на сина си. След завършване на гимназиалното си образование Евгений работи в мебелна фабрика. През 1995 г. той започва военната си служба в руските въоръжени сили и след програма за обучение е изпратен в кризисния регион Чечения. На 13 февруари 1996 г. е заловен заедно с още трима руски войници от група чеченски сепаратисти. Те остават в ръцете на терористите повече от три месеца и се твърди, че са били измъчвани. Твърди се също, че Родионов се е опитал да избяга.
На 23 май 1996 г., на 19-ия си рожден ден, той е обезглавен от лидера на чеченските бунтовници Руслан Хайхороев в покрайнините на чеченското село Бамут. Според неговите похитители Родионов е бил убит, след като е отказал да се отрече от християнската си вяра и да приеме исляма. Твърди се също, че е отказал да свали сребърен кръст, който носел на врата си. Неговите похитители също твърдят че биха оставили Родионов жив, ако той се съгласи на техните условия.
След изчезването му първоначално се предполага, че Родионов е дезертирал, въпреки че виковете за помощ и признаците на битка противоречат на това твърдение. Предполагаемите похитители на Евгений Родионов по-късно искат пари от родителите му, преди да разкрият местоположението на тялото му.

## Последици
След като стават известни обстоятелствата на смъртта му, Родионов е посмъртно награден с руския орден „За храброст“. Голяма част от Руската православна църква също призовава за канонизирането му. Тогавашният московски патриарх Алексий II обаче първоначално отхвърля това, опасявайки се, че канонизацията ще доведе до антимюсюлмански бунтове по това време. Въпреки това, на иконите на Родионов скоро се приписва чудотворно изцеление и освобождаване на свети благоухания. Александър Шаргунов, известен свещеник, отбелязва, че това и любовта на хората са доказателство за неговата святост. Затова Московският патриарх Алексий II благославя почитането на Родионов.
В чеченското селище Ханкала близо до Грозни е построена църква на името на Евгений Родионов. Това е една от малкото православни църкви в Чечня. През 2002 г. православният свещеник Александър Шаргунов публикува биография на Евгений Родионов. За живота му са направени няколко документални филма и някои руски музиканти му посвещават песен, включително Александър Харчиков и Александър Маршал.

## Памет за Евгений Родионов
- Надгробен паметник Надгробен паметник на Евгений Родионов текст „Тук лежи руският войник Евгений Родионов, който защити Отечеството и не се отрече от Христос“.[7]
- На Граничната застава, на която Евгений е служил в граничните войски, направена е плоча по проект на Любов Василиевна, а пътеката, която води до мястото е наречена „Пътят на живота“.[8]
- Паметник от авторът на Ржевският мемориал Андрей Коробцов.[9]
- Паметник в град Кузнецк в Пензенска област. Паметникът е открит пред училището, в което е учил Родионов и носи неговото име.[10]
- Паметен знак на руския войник в град Озерск, Калининградска област в чест на подвига на редник Евгений Родионов.[11]
- Паметник от Вадим Циганов с текст от майката „Благодаря ви, Любов Василиевна, за моя син. Свети воин Евгений, моли се на Бога за нас!“.[12]
- Документален филм „Синът ми е редник Евгений Родионов“. (2017) Режисьр: Роман Зимин Композитор: Евгений Олейников